# San Cristóbal Honduras
San Cristóbal Honduras är en ort i Mexiko.   Den ligger i kommunen San Jerónimo Coatlán och delstaten Oaxaca, i den sydöstra delen av landet, 400 km sydost om huvudstaden Mexico City. San Cristóbal Honduras ligger 1 090 meter över havet och antalet invånare är 1 086.
Terrängen runt San Cristóbal Honduras är kuperad västerut, men österut är den bergig. Runt San Cristóbal Honduras är det glesbefolkat, med 8 invånare per kvadratkilometer. San Cristóbal Honduras är det största samhället i trakten. I omgivningarna runt San Cristóbal Honduras växer i huvudsak blandskog.